# Kemestaródfa
Kemestaródfa is een plaats (község) en gemeente in het Hongaarse comitaat Vas. Kemestaródfa telt 238 inwoners (2001).